# Robert Riegler
Robert Riegler (* 6. November 1963 in Kapfenberg, Steiermark) ist ein österreichischer Bassist und Komponist.

## Leben und Wirken
Nach seinem Studium an der Universität für Musik und darstellende Kunst Graz zog er 1986 nach Wien.
Während der langjährigen Zusammenarbeit mit dem Trompeter Karl Fian, lieferte er 1988 die Kompositionen zu dessen Album "Fian". 1988 spielte er mit Werner Pirchner im Duo, und mit Harry Pepl in der Band Airmail. Er gründete die Bob R. Band  und begann mit seinen eigenen Kompositionen zu experimentieren. Als Sideman arbeitete er mit der Sängerin
Timna Brauer und der Funkband Ostinato.
Er konzentrierte sich intensiv auf die Musik von  J.S.Bach und spielte 1997 das Album "Anima" ein. Im selben Jahr wurde er Mitglied des Vienna Art Orchestras, in dem er bis 2003 blieb, und gründete die Formation "bass doublings". In den folgenden Jahren spielte er mit Don Alias, Victor Lewis, Billy Jenkins, David Gilmore, Andy Sheppard, Harry Pepl, Michel Portal, Wolfgang Puschnig, Bobby Previte, Albert Mangelsdorff, Harri Stojka, Wolfgang Muthspiel, Joseph Bowie oder  Cindy Blackman zusammen.
2003 beendete er die Arbeit an seinem Bassbuch "Das Vierbundsystem".  Er wurde Dozent am Tiroler Landeskonservatorium und am Vienna Music Institute.
2004 brachte er seine Solostücke zu Papier und spielte in der Band von Rebekka Bakken.
Im Oktober 2005 war er einziger europäischer Finalist der 1. International Solobasscompetition in Myrtle Beach, wo er mit den Juroren  Victor Wooten, Anthony Jackson und Steve Bailey auftreten sollte. Aufgrund eines Streiks der Fluglinie Air France versäumte er dort seinen Auftritt und erhielt außer Konkurrenz den vierten Preis. Seit 2012 arbeitet er auch an der Kunstuniversität Graz.

## Werke
- Das Vierbundsystem(2003)
- 10 Solostücke (2004)
- The Four-Fret-Concept(2005)
- 10 Solopieces (2006)

## Diskografische Hinweise
- 1988 – Harry Pepl / Light blues / Universal 835 305-2
- 1988 – Bumi Fian / Fian / Polygram
- 1991 – Ostinato / Pump up the horns / Jive
- 1992 – Pentadom / The very moment / Ex-164 CD LC8208
- 1995 – Ostinato / Modern line event / Jive
- 1996 – Martin Siewert / Trash test / Ex-286-2
- 1997 – Robert Riegler / Anima / Hoanzl H-042
- 1997 – Sigi Finkel / Heart Beat / Koch LC 5680
- 1997 – Alegre Corrêa / Terra Magica / Ex
- 1998 – Vienna Art Orchestra / American Rhapsody / BMG
- 1998 – M. Siewert / Duck you / Ex 336-2
- 1999 – Doop Troop/Don't tell me / Sony Lc 00162
- 1999 – Dorretta Carter / Look to the Light / Tough time TT99 dc002
- 2000 – Vienna Art Orchestra / Artistry in Rhythm
- 2000 – Sigi Finkel&African Heart / African Echoes / Edel LC 05777
- 2000 – Robert Riegler / Bass Doublings (limited edition)
- 2000 – Robert Riegler / Essence of Sweetness / 2Morro 6002-2
- 2001 – Vienna Art Orchestra / A centenary Journey / Quinton
- 2002 – Vienna Art Orchestra / Art&Fun
- 2002 – Bumi Fian / Fian / Reissue Universal LC 00699 835849-2
- 2006 – Ostinato / Best of / Jive LC06073
- 2008 – Robert Riegler / Bass Doublings / Rosenrot, ATS-Records LC7352, CD 0650
- 2009 – Ostinato / Still funky / Jive LC 06073
- 2010 – Chris Stone / A golden day / Hoanzl Records
- 2010 – Vienna Art Orchestra / The Big Band Years / Universal LC 00699
- 2011 – Gu Gabriel / Animal / Nomad Records
- 2015 – Austrian Collective / Nearly a Song / Universal LC 00107
- 2017 – Keytrio / According to the motto / Schuller-Records
- 2017 – Ostinato / Isn't that jazz? Yes it isn't! / Jive LC 06073